# Aphanogmus remotus
Aphanogmus remotus är en stekelart som beskrevs av Szelenyi 1940. Aphanogmus remotus ingår i släktet Aphanogmus och familjen pysslingsteklar. Arten är reproducerande i Sverige. Inga underarter finns listade i Catalogue of Life.